# Dypsis albofarinosa
Dypsis albofarinosa är en enhjärtbladig växtart som beskrevs av Donald R. Hodel och Marcus. Dypsis albofarinosa ingår i släktet Dypsis och familjen Arecaceae. IUCN kategoriserar arten globalt som akut hotad.
Artens utbredningsområde är Madagaskar. Inga underarter finns listade i Catalogue of Life.